# Albert Demangeon
Albert Demangeon, né à Cormeilles (Eure) le 13 juin 1872 et mort à Paris le 25 juillet 1940, est un géographe français.

## Biographie

### Années de formation
Fils de Jean-Baptiste Demangeon, gendarme né le 1er février 1840 à Longchamp dans le département des Vosges en Lorraine, Albert Demangeon passe son enfance à Gaillon (Eure) où son père est affecté. Il fait de brillantes études qui le conduisent à l'École normale supérieure (ENS) où il entre en 1892 (la même année qu'Emmanuel de Martonne, autre géographe français). Il découvre alors la géographie moderne grâce à son professeur Paul Vidal de La Blache. Agrégé en 1895, il est d'abord professeur de lycée, puis « maître-surveillant » à l'ENS.
Albert Demangeon est le beau-frère du psychologue Henri Wallon.

### Carrière universitaire
Sa thèse sur la Picardie, soutenue en 1905, obtient un grand succès : elle est considérée comme le modèle de la géographie régionale à la française. Il commence alors une carrière universitaire, d'abord à Lille puis en 1911 en tant que maître de conférences de géographie à la Faculté des lettres de Paris (Sorbonne). Toujours dans la même faculté, il occupera à partir de 1925 le poste de professeur de géographie économique. L'ancrage disciplinaire d'Albert Demangeon est alors rattaché à la géographie humaine, tandis que son collègue Emmanuel de Martonne s'adonne à la géographie physique.
Il est l’auteur d’une douzaine d'ouvrages — auxquels s’ajoutent une dizaine de manuels scolaires — d’une centaine d'articles et d’un millier de notes et de comptes rendus. Son œuvre ne se développe pas dans un cadre théorique précis. Entre autres, avec son collègue André Cholley, il a contribué à introduire en France l'étude des interactions humanité-environnement, nommée « géonomie ».
Il meurt au début de l'Occupation sans avoir achevé le Traité de géographie humaine auquel il songeait depuis longtemps, mais qui inspirera largement son disciple Jean Delvert. Ses collègues lui rendent hommage en publiant un livre, Problèmes de géographie humaine (1942) qui contient une liste – incomplète – de ses publications géographiques et, essentiellement, une réédition de ses articles jugés à l'époque comme les plus importants.

## Apport à l'étude de la géographie humaine
Albert Demangeon travaille à toutes les échelles. Il rédige de petites monographies (par exemple sur Paris) mais participe aussi à la Géographie universelle de Paul Vidal de La Blache et Lucien Gallois dont il rédige les deux premiers volumes (1927) et les deux derniers qui paraîtront après sa mort (1946 et 1948). Il publie de nombreux articles sur l'habitat rural et s'intéresse même au folklore mais il s'inquiète aussi des problèmes économiques et politiques du monde, avec parfois « des accents prophétiques » selon Jean Gottmann. Son ouvrage, Le déclin de l'Europe (1920), où il met en évidence la fin de la domination économique de l'Europe après la Première Guerre mondiale, a un grand retentissement. Il participa également aux travaux du Comité d'études, structure fondée en février 1917 à la demande d'Aristide Briand, afin de participer à l'élaboration des buts de guerre de la France.
Il renouvelle également les méthodes de recherches en géographie : il met au point des questionnaires dès 1909 et dirige de grandes enquêtes dans les années 1930. Il est, par ailleurs, proche des historiens. Ainsi, il aide Lucien Febvre à fonder les Annales d’histoire économique et sociale (1929) et il y participe activement ; il écrit aussi avec lui deux livres sur le Rhin (1931 et 1935). C'est enfin un pédagogue qui rédige des manuels pour l'enseignement secondaire mais aussi pour l'enseignement primaire, et qui, en fondant une société d'instituteurs, se préoccupe de la culture de ceux-ci.
Albert Demangeon a certes moins contribué que Jean Brunhes à la vulgarisation de la géographie humaine et n'est pas un organisateur comme Emmanuel de Martonne. Mais il joue un rôle plus important au sein de la géographie française que nombre de ses collègues (tels Jules Sion et même Raoul Blanchard) ; ainsi, après la mort de Jean Brunhes (1930), il devient le chef de file de la géographie humaine. Enfin, l'influence de ses idées et de ses méthodes de travail a été importante dans les sciences de l'homme.

## Principales publications
- La Picardie et les régions voisines. Artois, Cambrésis, Beauvaisis, Thèse, Paris, Armand Colin, 1905, 496 p. Rééditions, Paris, Guénégaud, 1973 et Cesson-Sévigné, La Découvrance, 2001, sous le titre La Picardie. L'Artois. Le Cambrésis et le Beauvaisis.
- Dictionnaire-manuel illustré de géographie, en collaboration avec Joseph Blayac, Isidore Gallaud, Jules Sion et Antoine Vacher, Paris, Armand Colin, 1907, 860 p.
- Le déclin de l'Europe, Paris, Payot, 1920, 314 p. Réédition Paris, Guénégaud, 1975.
- L'Empire britannique. Etude de géographie coloniale, Paris, Armand Colin, 1923, 280 p.
- Les Iles Britanniques (tome I), in Paul Vidal de La Blache et de Lucien Gallois (dir.), Géographie universelle, Paris, Armand Colin, 1927, 320 p.
- Belgique, Pays-Bas, Luxembourg (tome II), in Paul Vidal de la Blache et de Lucien Gallois (dir.), Géographie universelle, Paris, Armand Colin, 1927, 250 p.
- Paris, la ville et sa banlieue, Paris, Bourrelier, 1933, 62 p.
- Le Rhin. Problèmes d'histoire et d'économie, avec Lucien Febvre, Paris, Armand Colin, 1935, 304 p.
- Les Maisons des hommes de la hutte au gratte-ciel, avec Alfred Weiler, Paris, Bourrelier, 1937, 127 p.
- Problèmes de géographie humaine, Paris, Armand Colin, 1942, 408 p. (posthume)
- La France économique et humaine (tome VI, 2e et 3e volumes), in Paul Vidal de la Blache et de Lucien Gallois (dir.), Géographie universelle, Paris, Armand Colin, 1946 et 1948, 900 p. (posthume)[6]